# Challenge des champions 1956
La Supercoppa di Francia 1956 (ufficialmente Challenge des champions 1956) è stata la seconda edizione della Supercoppa di Francia.
Si è svolta il 6 giugno 1956 al Parco dei Principi di Parigi tra il Nizza, vincitore della Division 1 1955-1956, e il Sedan-Torcy, vincitore della Coppa di Francia 1955-1956.
A conquistare il titolo è stato il Sedan-Torcy che ha vinto per 1-0 con rete di Diego Cuenca.

## Partecipanti
| Squadre     | Qualificazione                             | Partecipazioni precedenti (il grassetto indica la vittoria) |
| ----------- | ------------------------------------------ | ----------------------------------------------------------- |
| Nizza       | Vincitore della Division 1 1955-1956       | Nessuna                                                     |
| Sedan-Torcy | Vincitore della Coppa di Francia 1955-1956 | Nessuna                                                     |

## Tabellino
| Arbitro: | Bondon |

|            |           |  |
| Cuenca 63’ | Marcatori |  |

### Formazioni
| Sedan-Torcy:    |                   |
|                 |                   |
| P               | Pierre Vincent    |
| D               | Daniel Carpentier |
| D               | Albert Eloy       |
| D               | Maxime Fulgenzy   |
| C               | Marcel Pascal     |
| C               | Christian Oliver  |
| A               | Claude Brény      |
| A               | Michel Lefèbvre   |
| A               | Pierre Tillon     |
| A               | Célestin Oliver   |
| A               | Diego Cuenca      |
| Allenatore:     |                   |
| Louis Dugauguez |                   |

| Nizza:         |                       |
|                |                       |
| P              | Dominique Colonna     |
| D              | Théodor Martinez      |
| D              | César Héctor Gonzalès |
| D              | Gilbert Bonvin        |
| D              | Guy Poitevin          |
| C              | Rémy Fronzoni         |
| C              | François Milazzo      |
| A              | Joseph Ujlaki         |
| A              | Rubén Bravo           |
| A              | Mohammed Abderrazak   |
| A              | Just Fontaine         |
| Allenatore:    |                       |
| Luis Carniglia |                       |